# مدال افتخار (بازی ویدئویی ۲۰۱۰)
مدال افتخار (به انگلیسی: Medal of Honor) یک بازی ویدئویی تیراندازی اول شخص است که توسط دنجر کلوز گیمز توسعه داده شد و توسط الکترونیک آرتس در سال ۲۰۱۰ توزیع شد. این بازی سیزدهمین قسمت و همینطور بازشروع مجموعه مدال افتخار به حساب می‌آید.

## داستان
این بازی مربوط به زمان جنگ آمریکا و افغانستان میباشد که گروهی از امریکا به افغانستان میروند تا ماموریت شان را انجام دهند. اما در بین راه دو سرباز از این گروه گروگان گیری میشوند و دوتا از افراد دیگر هم به صورت پنهان از بین افغان های رد شده تا آنها را نجات دهند و بعد از نجات دو سرباز به ماموریت شان ادامه می دهند...